# Playa de Chimisay
La playa de Chimisay o del Socorro es una playa localizada en el término municipal de Güímar en la isla de Tenerife —Canarias, España—.
La playa tiene una importante significación histórica y cultural por ser el lugar donde los guanches encontraron la imagen de la virgen de Candelaria años antes de la conquista castellana, y por celebrarse en sus inmediaciones la tradicional Romería del Socorro.
El espacio de playa acondicionado para el baño se encuentra incluido desde 2009 en el entorno de protección del Sitio Histórico denominado Llano de la Virgen.

## Toponimia
El término Chimisay es de procedencia guanche, y es traducido por algunos autores como 'ruegos, súplicas, demandas'. Su otro nombre de El Socorro tiene que ver con los acontecimientos históricos relacionados con la aparición a los guanches de la imagen de la virgen de Candelaria.

## Ubicación y características
La playa se sitúa en la costa sureste de la isla, en el núcleo de población de El Socorro y al norte del Malpaís de Güímar. La playa se encuentra dividida en dos zonas diferenciadas; por un lado existe una pequeña caleta de arena negra protegida por un espigón, más apta para el baño, y por otro una zona más amplia que se extiende hacia el norte compuesta por callaos.

## Historia
En esta playa encontraron varios pastores guanches la imagen original de la virgen de Candelaria, siendo luego trasladada por orden del rey Acaymo a la cueva de Chinguaro. Después de la conquista de la isla a finales del siglo xv, los castellanos marcaron el lugar con una cruz, y cerca erigieron una ermita bajo la advocación del Socorro por la tradición que decía que el rey guanche había tenido que pedir «socorro» durante el traslado de la imagen para poder cargar con ella por la conocida como cuesta del Socorro.
Hacia finales de la década de 1970 se creó un espigón de rocas que protege una pequeña parte de la playa, para así facilitar la acumulación de arena y el propio baño.

## Transporte público
En guagua la playa queda conectada mediante las siguientes líneas de Titsa:
| Línea | Trayecto                                                                             | Recorrido                                                          |
| ----- | ------------------------------------------------------------------------------------ | ------------------------------------------------------------------ |
| 122   | Santa Cruz de Tenerife - Las Caletillas - Candelaria - Polígono industrial de Güímar | Horario/Línea                                                      |
| 124   | Santa Cruz de Tenerife - Güímar (por Candelaria y polígono industrial de Güímar)     | Horario/Línea Archivado el 29 de julio de 2016 en Wayback Machine. |